# Šimun Hrgović
Šimun Hrgović (Vukovar, 20 marzo 2004) è un calciatore croato, difensore dell'Hajduk Spalato.

## Caratteristiche tecniche
Giocatore polivalente di piede mancino, fa il suo debutto come terzino sinistro per poi, sotto la guida di Gennaro Gattuso, essere impiegato da terzino destro. Abile nei cross, le sue doti in fase difensiva gli sono valse, nel dicembre 2024, il secondo posto come miglior terzino destro difensivo al mondo, nella categoria Under-21 stilata dal CIES Football Observatory.

## Carriera

### Club

#### Gli inizi
Cresciuto nel settore giovanile del Radnički Vukovar e del Cibalia, nell'estate 2019 si accasa tra le file dell'Hajduk Spalato, con cui, nel giugno 2022, conquista il campionato di categoria con la formazione U-19.
Con l'accademia dei Majstori s mora prende parte, nella stagione 2022-2023, alla cavalcata che porta la squadra alla finale di UEFA Youth League, distinguendosi come uno dei protagonisti della competizione grazie al gol segnato in semifinale contro il Milan.
Nella stagione successiva, ottiene una doppia registrazione che gli consente di disputare partite anche con il Solin, squadra militante nel campionato cadetto croato. Debutta con il Solin il 12 agosto 2023, parte dal primo minuto nel match di campionato pareggiato 0-0 contro il BSK Bijelo Brdo. Tre mesi dopo debutta anche con l'Hajduk Spalato, subentra a Ismaël Diallo nella partita casalinga di campionato vinta ai danni del Varaždin (3-1). Il 3 aprile 2024 fa il suo debutto anche in Coppa di Croazia, parte da titolare nella semifinale persa contro la Dinamo Zagabria (0-1). Il 26 novembre seguente prolunga il suo contratto con i Bili fino all'estate del 2028.

### Nazionale
Il 5 settembre 2024 fa il suo debutto con la Croazia U-21, disputa da titolare il match vinto contro le Fær Øer (2-1), valido per le qualificazioni all'Europeo.

## Statistiche

### Cronologia presenze e reti in nazionale
| Cronologia completa delle presenze e delle reti in nazionale ― Croazia under 21 | Cronologia completa delle presenze e delle reti in nazionale ― Croazia under 21 | Cronologia completa delle presenze e delle reti in nazionale ― Croazia under 21 | Cronologia completa delle presenze e delle reti in nazionale ― Croazia under 21 | Cronologia completa delle presenze e delle reti in nazionale ― Croazia under 21 | Cronologia completa delle presenze e delle reti in nazionale ― Croazia under 21 | Cronologia completa delle presenze e delle reti in nazionale ― Croazia under 21 | Cronologia completa delle presenze e delle reti in nazionale ― Croazia under 21 |
| Data                                                                            | Città                                                                           | In casa                                                                         | Risultato                                                                       | Ospiti                                                                          | Competizione                                                                    | Reti                                                                            | Note                                                                            |
| ------------------------------------------------------------------------------- | ------------------------------------------------------------------------------- | ------------------------------------------------------------------------------- | ------------------------------------------------------------------------------- | ------------------------------------------------------------------------------- | ------------------------------------------------------------------------------- | ------------------------------------------------------------------------------- | ------------------------------------------------------------------------------- |
| 5-9-2024                                                                        | Zagabria                                                                        | Croazia under 21                                                                | 2 – 1                                                                           | Fær Øer under 21                                                                | Qual. Europeo Under-21 2025                                                     | -                                                                               |                                                                                 |
| 10-9-2024                                                                       | Karlovac                                                                        | Croazia under 21                                                                | 0 – 2                                                                           | Portogallo under 21                                                             | Qual. Europeo Under-21 2025                                                     | -                                                                               |                                                                                 |
| 11-10-2024                                                                      | Koprivnica                                                                      | Croazia under 21                                                                | 2 – 0                                                                           | Andorra under 21                                                                | Qual. Europeo Under-21 2025                                                     | -                                                                               | 90+2’                                                                           |
| 15-10-2024                                                                      | Koprivnica                                                                      | Croazia under 21                                                                | 3 – 2                                                                           | Grecia under 21                                                                 | Qual. Europeo Under-21 2025                                                     | -                                                                               | 46’                                                                             |
| 19-11-2024                                                                      | Fiume                                                                           | Croazia under 21                                                                | 3 – 2 (6 – 7 dtr)                                                               | Georgia under 21                                                                | Qual. Europeo Under-21 2025                                                     | -                                                                               |                                                                                 |
| 22-3-2025                                                                       | Doha                                                                            | Croazia under 21                                                                | 3 – 2                                                                           | Egitto under 21                                                                 | Amichevole                                                                      | -                                                                               | 82’                                                                             |
| 25-3-2025                                                                       | Doha                                                                            | Thailandia under 21                                                             | 1 – 3                                                                           | Croazia under 21                                                                | Amichevole                                                                      | -                                                                               | 46’                                                                             |
| Totale                                                                          |                                                                                 | Presenze                                                                        | 7                                                                               |                                                                                 | Reti                                                                            | 0                                                                               |                                                                                 |

| Cronologia completa delle presenze e delle reti in nazionale ― Croazia under 19 | Cronologia completa delle presenze e delle reti in nazionale ― Croazia under 19 | Cronologia completa delle presenze e delle reti in nazionale ― Croazia under 19 | Cronologia completa delle presenze e delle reti in nazionale ― Croazia under 19 | Cronologia completa delle presenze e delle reti in nazionale ― Croazia under 19 | Cronologia completa delle presenze e delle reti in nazionale ― Croazia under 19 | Cronologia completa delle presenze e delle reti in nazionale ― Croazia under 19 | Cronologia completa delle presenze e delle reti in nazionale ― Croazia under 19 |
| Data                                                                            | Città                                                                           | In casa                                                                         | Risultato                                                                       | Ospiti                                                                          | Competizione                                                                    | Reti                                                                            | Note                                                                            |
| ------------------------------------------------------------------------------- | ------------------------------------------------------------------------------- | ------------------------------------------------------------------------------- | ------------------------------------------------------------------------------- | ------------------------------------------------------------------------------- | ------------------------------------------------------------------------------- | ------------------------------------------------------------------------------- | ------------------------------------------------------------------------------- |
| 21-9-2022                                                                       | Rovigno                                                                         | Scozia under 19                                                                 | 0 – 2                                                                           | Croazia under 19                                                                | Amichevole                                                                      | -                                                                               | 89’                                                                             |
| 23-9-2022                                                                       | Rovigno                                                                         | Stati Uniti under 19                                                            | 4 – 3                                                                           | Croazia under 19                                                                | Amichevole                                                                      | -                                                                               | 36’                                                                             |
| 25-9-2022                                                                       | Rovigno                                                                         | Malta under 19                                                                  | 1 – 2                                                                           | Croazia under 19                                                                | Amichevole                                                                      | -                                                                               | 46’                                                                             |
| Totale                                                                          |                                                                                 | Presenze                                                                        | 3                                                                               |                                                                                 | Reti                                                                            | 0                                                                               |                                                                                 |

## Palmarès

### Club

#### Competizioni giovanili
- Juniorsko prvenstvo Hrvatske u nogometu: 1

Hajduk Spalato: 2021-2022